# Dyckia brevifolia
Dyckia brevifolia är en gräsväxtart som beskrevs av John Gilbert Baker. Dyckia brevifolia ingår i släktet Dyckia och familjen Bromeliaceae. Inga underarter finns listade i Catalogue of Life.

## Bildgalleri

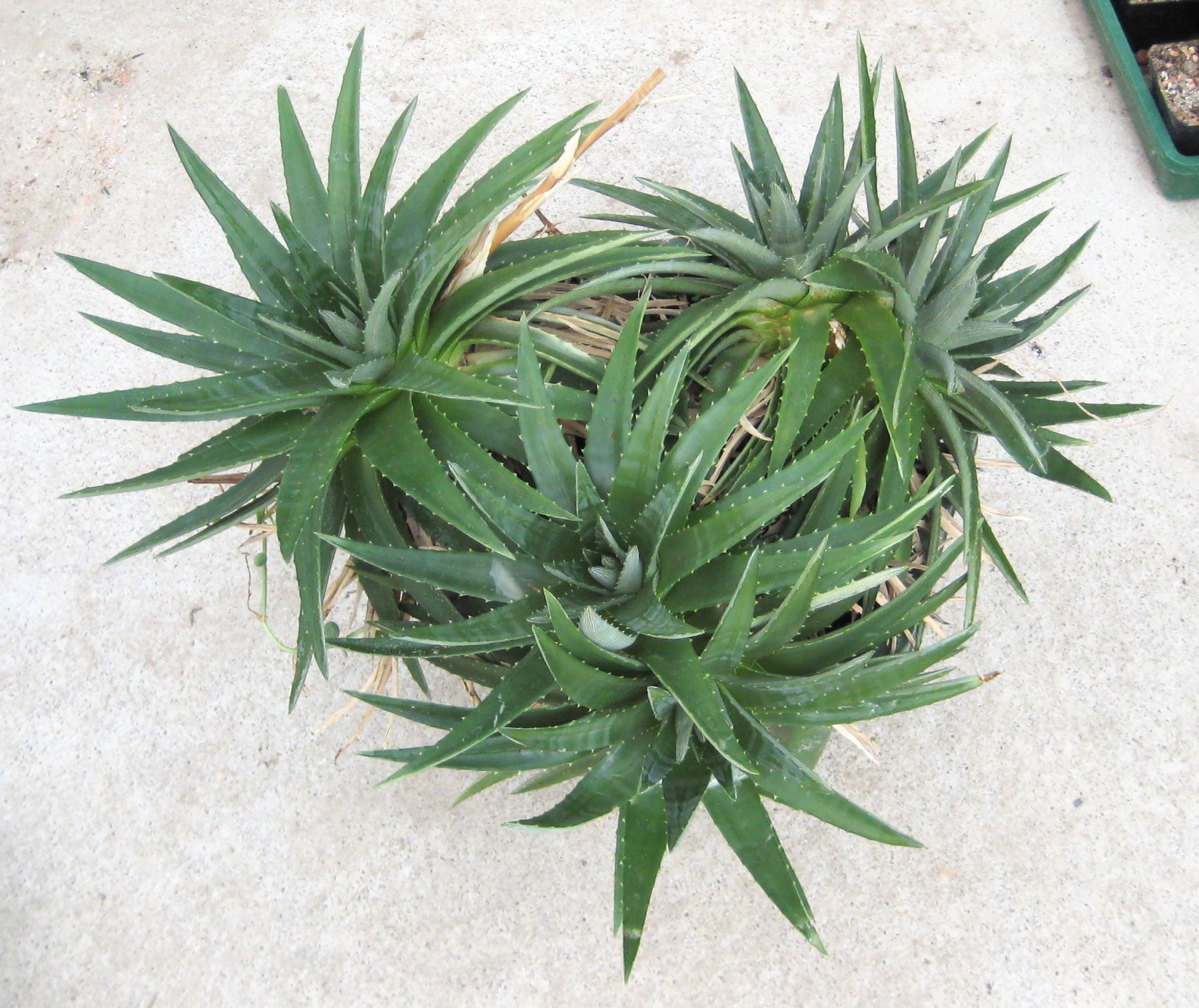
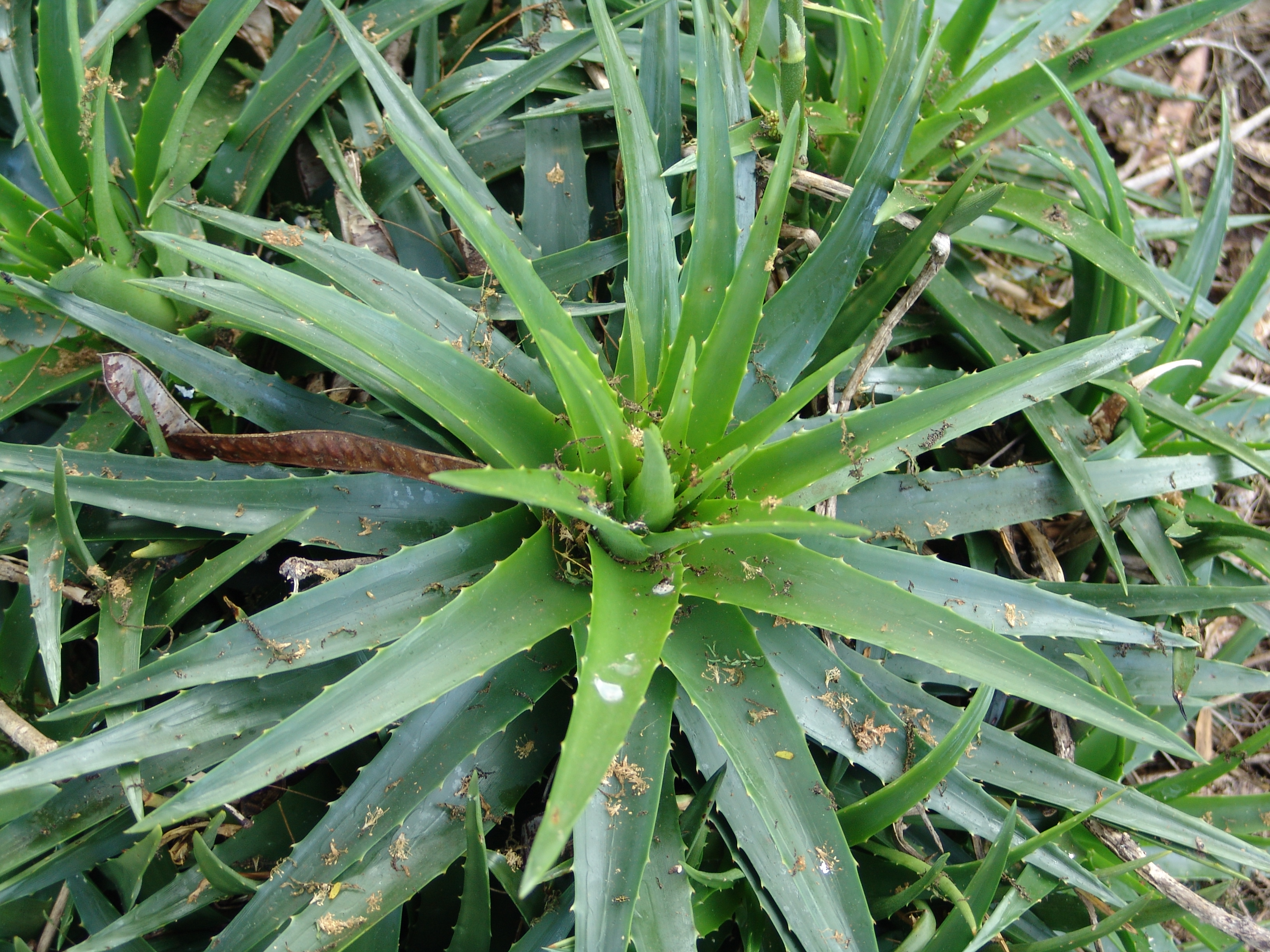